# Remingtonocetidae
Los remingtonocétidos (Remingtonocetidae) son una familia extinta de cetáceos arqueocetos. Eran animales carnívoros primitivos acuáticos (de agua dulce) comunes en las costas del antiguo océano de Tetis durante el Eoceno. Vivieron desde hace 48.8 hasta 41.3 millones de años.
Los miembros de esta familia tenían cuatro miembros útiles. Estos pudieron haber compartido los territorios de agua dulce con antiguos cocodrilos, basados en la distribución de ambos géneros en el medio acuático.

## Taxonomía
Remingtonocetidae fue acuñado por Kumar y Sahni en 1986. Fue considerado monofilético por Uhen en 2010. Fue asignado a Odontoceti por Benton en 1993; a Remingtonocetoidea por Mitchell en 1989 y Rice en 1998; a Archaeoceti por Bianucci y Landini en 2007; a Archaeoceti por Kumar y Sahni en 1986, Fordyce y Barnes en 1994, Fordyce en 1995, McKenna y Bell en 1997, Fordyce y De Muizon en 2001, Gingerich en 2001, Gingerich en 2001, Fordyce en 2003, Geisler y Sanders en 2003 y McLeod y Barnes en 2008 y al infraorden Cetacea por Thewissen en 2001 y Uhen en 2010.

## Géneros
- Aegyptocetus
- Andrewsiphius
- Attockicetus
- Dalanistes
- Kutchicetus
- Remingtonocetus

## Galería de imágenes

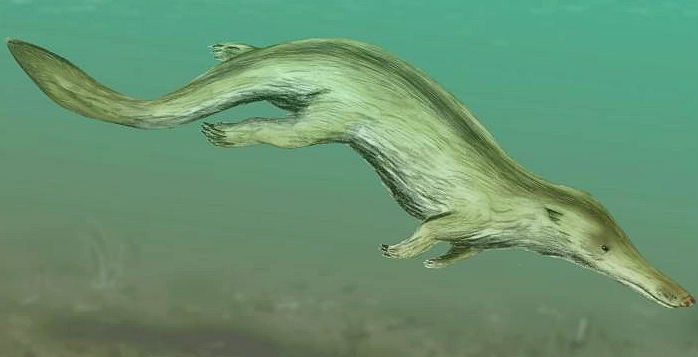
Kutchicetus
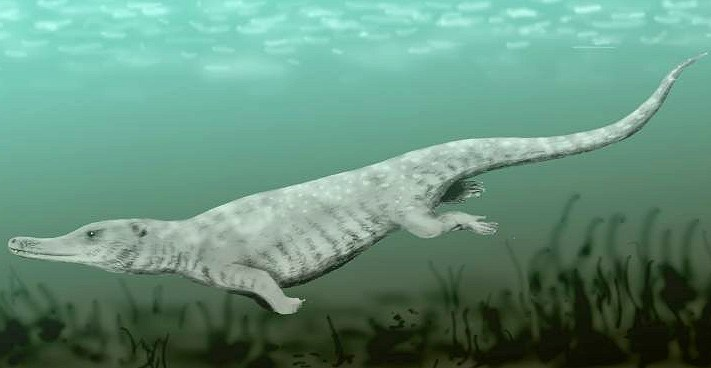
Remingtonocetus